# Joaquim João Monteiro
Joaquim João Monteiro, também conhecido por Joachim John Monteiro, foi um explorador do continente africano do século XIX.
Na obra que publicou recolheu importantes informações sobre o interior de Angola e do rio Congo e sobre a escravatura nessa região.

## Obras
- Angola and the River Congo. London: Macmillan, 1875, 2 vols.